# Dirphia angulata
Dirphia angulata är en fjärilsart som beskrevs av Eugène Louis Bouvier 1929. Dirphia angulata ingår i släktet Dirphia och familjen påfågelsspinnare. Inga underarter finns listade i Catalogue of Life.